# Papà diventa nonno
Papà diventa nonno (Father's Little Dividend) è un film commedia del 1951 diretto da Vincente Minnelli e interpretato da Spencer Tracy, Joan Bennett ed Elizabeth Taylor. Il film è il seguito di Il padre della sposa del 1950.

## Trama
Kay (Carla nel doppiaggio italiano) ha sposato Buckley (Poldo nel doppiaggio italiano) ed è rimasta incinta. In famiglia sono tutti felici tranne il signor Banks, per il quale il termine "nonno" ha il significato di "anziano", categoria alla quale non ritiene di dover ancora appartenere. La nascita del bambino non migliora la situazione: il signor Banks prova antipatia per il neonato e cerca di evitarlo e, viceversa, il neonato piange ogniqualvolta appare il nonno.
La situazione cambia per uno spiacevole episodio. Kay e Buckley, che devono assentarsi dalla città per motivi di lavoro, affidano il piccolo ai nonni materni. Il signor Banks porta a spasso malvolentieri il nipotino; in un parco si unisce a un gruppo di bambini che stanno giocando a palla e lascia il bambino nella carrozzina. Terminata la partita, ritorna nei pressi della panchina dove aveva lasciato il bambino, ma sia il piccolo che la carrozzina sono scomparsi. Sconvolto, dopo un'inutile e disperata ricerca, si reca infine a una stazione di polizia per denunciare la sparizione, e scopre che il bambino è stato trovato dai poliziotti. Uno di loro, indignato, rimprovera aspramente il nonno per la sua irresponsabilità. Il signor Banks teme che il nipotino, vedendolo, si metta a piangere come di consueto, aggravando la sua posizione, ma inaspettatamente il piccolo gli sorride. Da quel momento l'atteggiamento del nonno verso il nipote cambia ("Da allora in poi divenni il suo schiavo"). Viene quindi celebrato il battesimo del bambino a cui viene dato il nome del nonno.